# Chlorochaeta agathia
Chlorochaeta agathia är en fjärilsart som beskrevs av W. Warren 1912. Chlorochaeta agathia ingår i släktet Chlorochaeta och familjen mätare. Inga underarter finns listade i Catalogue of Life.